# Ryuji Kawai
Ryuji Kawai (født 14. juli 1978) er en japansk tidligere professionel fodboldspiller.
Han spillede for Urawa Reds, Yokohama F. Marinos og Hokkaido Consadole Sapporo i sin karriere.